# Septemberverklaring

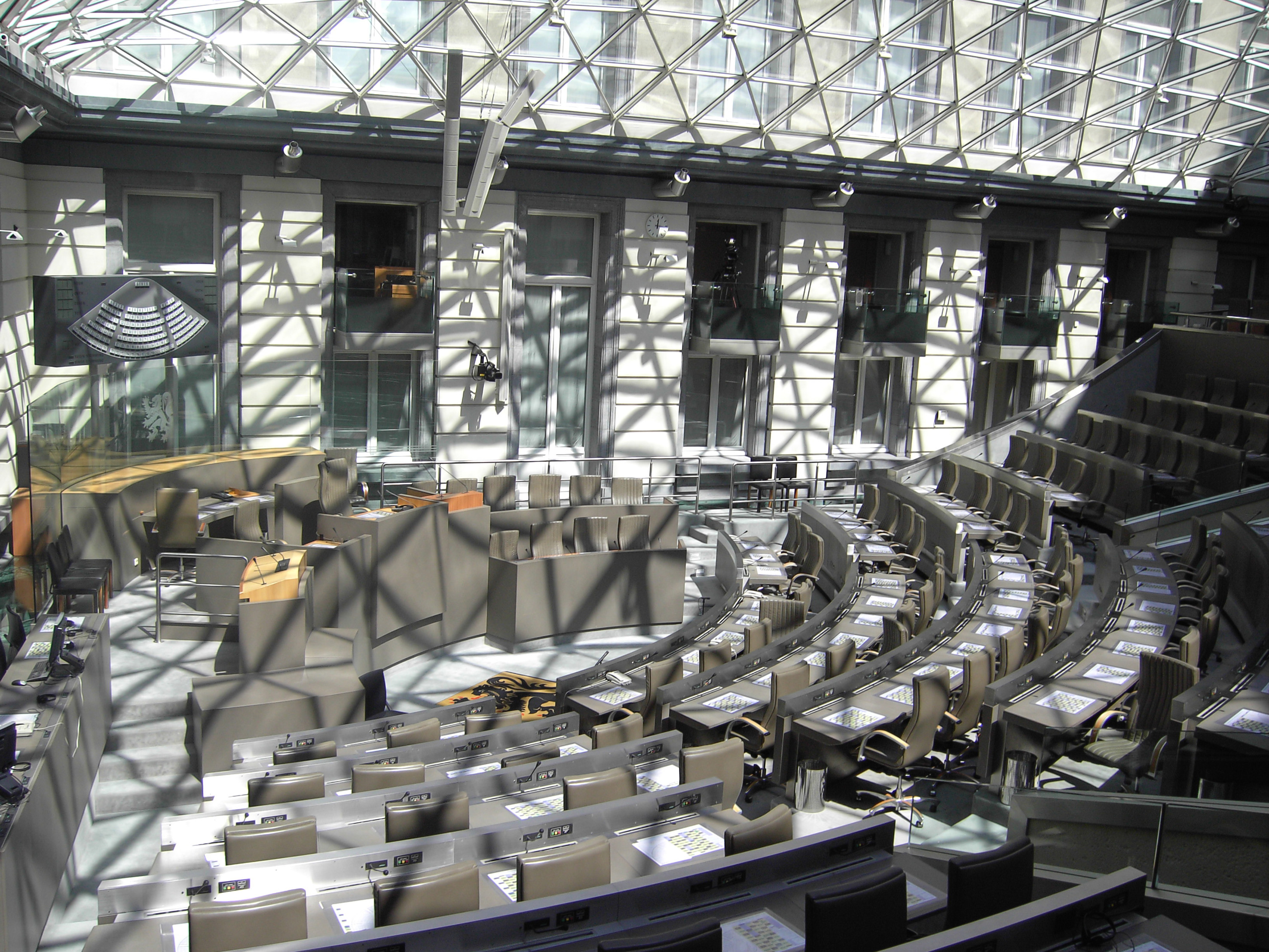
Het Vlaams parlement waar de jaarlijkse Septemberverklaring plaatsvindt.

De septemberverklaring is een jaarlijkse toespraak van de minister-president van Vlaanderen tot de leden van het Vlaams Parlement.  Het is een toespraak over de algemene maatschappelijke situatie, de beleidsvoornemens en de begroting. In de behandeling ervan worden de krachtlijnen van het beleid voor het nieuwe politieke jaar besproken. 
De verklaring wordt gegeven op de vierde maandag van september, vandaar de naam. De toespraak is min of meer vergelijkbaar met de Nederlandse troonrede of de State of the Union in de Verenigde Staten. De nadere behandeling start op de woensdag erna.
In september 2019 vond voor het eerst in de geschiedenis van het Vlaams Parlement geen septemberverklaring plaats, aangezien er nog geen Vlaamse Regering gevormd was na de verkiezingen van 26 mei 2019.

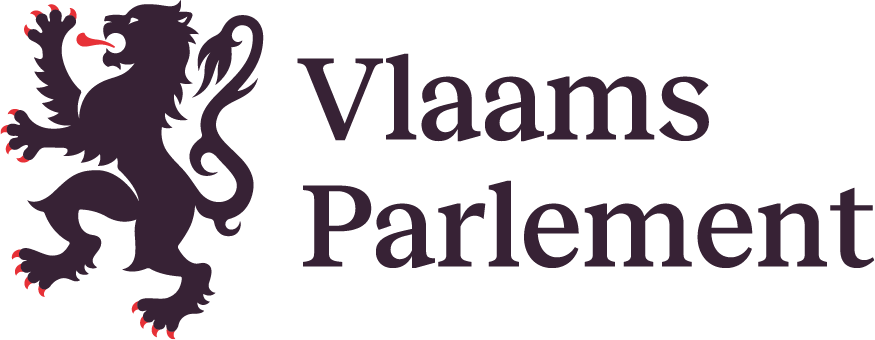
Het logo van het Vlaams parlement.

Op 26 september 2022 werd er ook geen septemberverklaring gegeven door de toenmalige minister-president van Vlaanderen, Jan Jambon, aangezien er geen consensus gevonden kon worden over de Vlaamse begroting, met name over de indexering van het groeipakket (de kinderbijslag in Vlaanderen).
De beleidsverklaring in het Federaal Parlement van België door de federale regering volgt ongeveer twee weken later, op de tweede woensdag in oktober.